# 辛夷第二幕
《辛夷第二幕》（日语：辛夷第二幕）是日本的女子偶像組合Kobushi Factory的第2枚原創專輯，於2019年10月2日發行。唱片公司為zetima。

## 概要
- 收錄第4張單曲《Shalala！必定能做得到》至第7張單曲《 Oh No 懊惱/春麗》，其中第4張單曲《Shalala！必定能做得到》為2019的重製版本，一共7首A面曲[2]。
- 本作分為「初回限定盤A（CD+DVD）」、「初回限定盤B（2CDs）」和「通常盤」3種版本
- 「初回限定盤A（CD+DVD）」收錄了演唱會「OTODAMA SEA STUDIO 2019 supported by POCARI SWEAT こぶし夏の念!!」全曲影像；「初回限定盤B（2CDs）」以雙CD發行，Disc 2則是以無伴奏合唱的方式翻唱自身過去的樂曲及早安少女組。第7張單曲LOVE MACHINE。
- 獲得Oricon公信榜專輯每週排行榜取得第7位。

## 收錄內容

### Disc 1（初回限定盤A、初回限定盤B、CD盤）
1. 從現在就開始!（これからだ!）
（作詞：井筒日美、作曲：横健介、編曲：浜田ピエール裕介）
5th單曲
2. Come with me
（作詞、作曲、編曲：中村瑛彦）
廣瀨彩海為主唱。
3. 明日會放晴（明日テンキになあれ）
（作詞:イイジマケン、作曲、編曲：イイジマケン / 炭竃智弘）
5th單曲
4. 春麗
（作詞:MEG.ME、作曲、編曲：原田雄一）
7th單曲
5. 可能愛上你（好きかもしれない）
（作詞：児玉雨子、作曲:KOUGA、編曲：平田祥一郎）
井上玲音為主唱。
6. 感覺不消失（消せやしないキモチ）
（作詞、作曲：星部ショウ、編曲：菊谷知樹）
7. 我一定可以
（作詞、作曲:淳君、Rap:U.M.E.D.Y.、編曲：大久保薰）
6th單曲
8. 重新開啟（開き直っちゃえ!）
（作詞、作曲：中島卓偉、編曲：宮永治郎）
野村みな美為主唱。
9. 有志者事竟成（ナセバナル）
（作詞:及川眠子、作曲：星部ショウ、編曲：宮永治郎）
6th單曲
10. Yes！We are family～玉蘭花ver.～（Yes！We are family～こぶしver.～）
（作詞、作曲、編曲：星部ショウ）
11. Oh No 懊惱
（作詞:児玉雨子、作曲：星部ショウ、編曲：平田祥一郎）
7th單曲
12. 不幸事件（アンラッキーの事情）
（作詞:井筒日美、作曲、編曲：石田健太郎）
和田櫻子為主唱。
13. 變成烏龜吧!
（作詞、作曲：星部ショウ、編曲：菊谷知樹）
14. Shalala！必定能做得到(2019ver.)（シャララ!やれるはずさ(2019ver.)）
（作詞、作曲：星部ショウ、編曲：宮永治郎）
4th單曲
15. 巨響與BREAK!
（作詞:星部ショウ、作曲、編曲：corin.）
16. 明天的我比今天美麗（明日の私は今日より綺麗）
（作詞、作曲：中島卓偉、編曲：宮永治郎）
濱浦彩乃為主唱。
17. Yes！We are family～FC町田澤維亞ver.～（Yes！We are family～FC町田ゼルビアver.～【Additional Track】）
（作詞、作曲、編曲：星部ショウ）

### Disc 2（初回限定盤B）
- 辛夷無伴奏合集

1. 小心又小心
（作詞 、作曲：アベショー、無伴奏合唱：杉田篤史(INSPi)）
2. 有些天真！豬突猛進（チョット愚直に!猪突猛進）
（作詞、作曲：前山田健一 、無伴奏合唱：杉田篤史(INSPi)）
3. GO TO THE TOP!!
（作詞:NOBE、作曲：HaTo 、無伴奏合唱：杉田篤史(INSPi)）
4. 森巴！Kobushi熱內盧 2019（サンバ!こぶしジャネイロ 2019）
（作詞、作曲：星部ショウ 、無伴奏合唱：杉田篤史(INSPi)）
5. 櫻花狂熱夜（桜ナイトフィーバー）
（作詞、作曲：KAN 、無伴奏合唱：杉田篤史(INSPi)）
6. LOVE MACHINE（LOVEマシーン）
（作詞、作曲：淳君 、無伴奏合唱：杉田篤史(INSPi)）

### DVD（初回限定盤A）
OTODAMA SEA STUDIO 2019 supported by POCARI SWEAT こぶし夏の念!!
1. 真是Good Chance Summer（マジ グッドチャンス サマー）
2. 夏
3. 變成烏龜吧!（亀になれ!）
4. 一丁目搖滾!（一丁目ロック！）
5. MC 1
6. 小心又小心（認真Ver.）（念には念(念入り Ver.)）
7. 懸命藍調（懸命ブルース）
8. Oh No 懊惱（Oh No 懊悩）
9. 我一定可以（きっと私は）
10. 來吧青春!（バッチ来い青春!）
11. MC 2
12. GO TO THE TOP!!
13. 森巴! Kobushi熱內盧 2019
14. 我是最受歡迎的（オラはにんきもの）
15. お願い魅惑のターゲット
16. Shalala！必定能做得到（シャララ!やれるはずさ）
17. HAPPY!Stand Up〈ENCORE〉
18. MC 3〈ENCORE〉
19. 巨響與BREAK!（ドカンとBREAK!）
20. ENDING 〈ENCORE〉

## 外部連結
- Kobushi Factory官方網站 （页面存档备份，存于）（日語）